# ラ・カッサ
ラ・カッサ（伊: La Cassa）は、イタリア共和国ピエモンテ州トリノ県にある、人口約1,800人の基礎自治体（コムーネ）。

## 地理

### 位置・広がり

#### 隣接コムーネ
隣接するコムーネは以下の通り。
- ドルエント
- フィアーノ
- ジヴォレット
- サン・ジッリオ
- ヴァリゼッラ